# 圣米凯莱蒙多维
圣米凯莱蒙多维（義大利語：San Michele Mondovì）是意大利库内奥省的一个市镇。总面积18平方公里，人口2071人，人口密度115.1人/平方公里（2009年）。ISTAT代码为004210。